# Luz del Olmo
María Luz del Olmo Veros, que firma sus trabajos literarios como Luz del Olmo, (Pardilla, Burgos, 21 de marzo de 1949) es una poeta, escritora y pedagoga española.

## Biografía
Nació en Pardilla (Burgos) el 21 de marzo de 1949, en el seno de una familia de labradores, siendo la menor de cuatro hermanos. A los diez años se trasladó a Madrid a estudiar en un internado de monjas, donde hizo el bachillerato. Cuando tenía 15 años murió su padre de forma repentina, y este hecho traumático la encaminó hacia la poesía. La muerte del padre supuso también el traslado de la familia a Madrid.
Estudió Psicología en la UNED, se especializó en sexología, siendo de las primeras en España en dar clases de educación sexual a adolescentes dentro de la Fundación Sexpol, con la que sigue colaborando regularmente en charlas y encuentros.
Con posterioridad, encaminó su labor profesional hacia la docencia como profesora de español como lengua extranjera, siendo coautora de un manual léxico del español dirigido a extranjeros.
En paralelo realizó, dentro de su labor como pedagoga y poeta, una intensa labor en centros de Madrid y Castilla-La Mancha para llevar la poesía al público infantil y juvenil. Publicó también distintos poemarios dirigidos tanto a niños como a adultos.
En el 2000 fue finalista del premio Lazarillo con su novela para jóvenes Las casas de Alicia, inédita. En 2025 reescribe y publica la obra, esta vez como obra dramática, teatro para jóvenes, bajo el título Cinco casas y un jardín (ISBN 978-84-129548-7-6). 
En la década de los 90 publicó diversos artículos en el Diario de Alcalá y en 1996 participó en la creación de la revista de creación literaria Prima Littera, publicada por la asociación del mismo nombre, que según los propios promotores nació emocionalmente en marzo de 1996 con un recital de Francisca Aguirre y Félix Grande en el desaparecido pub Kalima, de Rivas Vaciamadrid.
Tras su jubilación, volvió de forma continuada a su pueblo natal, donde buscó información y documentación sobre la historia local. Fruto de esta labor, que continúa, fue la publicación en 2015 de su primera obra en prosa, la novela histórica La fuente de los Pájaros. Es autora de varios blogs donde aparecen con regularidad sus poemas, la mayor parte inéditos. Pertenece a varias tertulias poéticas y participa activamente en ellas.

## Vida personal
Está casada y tiene dos hijos.

## Obra literaria
Luz del Olmo tiende a la sencillez, al contacto directo con la Naturaleza, que se manifiesta ya en el título de algunas de sus obras: pájaros, luna, luz, cuatro elementos. Busca para expresarse formas sencillas tradicionales, como los haikus, que define como «la pincelada de un pintor o el relámpago de una tormenta». Pascual Ortiz ve en esta forma poética, también utilizada por Mar Benegas y Antonia Ródenas, una «oportunidad creativa para las poetas contemporáneas para la infancia y la juventud».
Por otro lado, en su obra infantil y juvenil. Luz del Olmo trata de ir más allá, buscando la implicación directa del lector, proponiendo ejercicios complementarios que ayuden a captar el mensaje. Esta forma polivalente de enfocar la poesía la encontramos de manera explícita en su obra Haikus para niños, en la que se invita al pequeño lector a plasmar en un dibujo el mensaje del haiku.
Algunos de sus cuentos han sido reproducidos en diferentes lugares de Internet, principalmente de profesores, que aprovechan estos materiales para añadir sus propios comentarios. Destacamos El jockey perdido, Las unidades que llegaron a ser decenas y el poema La lluvia tiene un pincel. 

##### Haikus para niños
Sin duda, esta obra es la que más repercusión ha tenido, Kis del Campo lo resumía así: 
...muestra poemas hechos del presente como si el tiempo se hubiera detenido para ofrecer una intensidad que de otra forma hubiese pasado inadvertida . Sabias, sencillas y medidas palabras que convidan a disfrutar de la belleza de la naturaleza .
No obstante, hay que señalar que pese a declarar haberse inspirado en la fórmula rítmica del monje nipón Matsuo Basho, no siempre se ciñe a la fórmula de 17 moras.

## Obras

#### Poesía
- Pasaban las estaciones al ritmo de los pájaros (Edición de las autoras, en colaboración con Ino Muñoz Alonso y Josefina Ramos Orihuela, 1996)
- Haikus circulares, pero no coincidentes (2022).[8]

#### Poesía para el público infantil
- Poemas que vuelan y juegan (Edición de la autora, 1991)
- Si miras por la ventana (Edición de la autora,1994)
- Juegos de luz (Editorial Prima Littera, 1999)
- Haikus para niños. Los cuatro elementos (Editorial Verbum, 2006)
- Pequeña música para la luna (Editorial Verbum, 2008)

#### En antologías poéticas
- RUBIO, TEODORO (2003), De sombra y sueño, Editorial Celya. ISBN 84-95700-24-7.

#### Novela histórica
- La fuente de los pájaros (Edición de la autora, 2015).

#### Obra dramática
- Cinco casas y un jardín (Editorial El Juglar, 2025). Teatro para adolescentes.

#### Lingüística
- Manual práctico del vocabulario del español, en colaboración con Rafael del Moral (Editorial Verbum, 2001)

#### Artículos de pedagogía
- «Juegos de Luz. Una experiencia de acercamiento a la poesía de los niños»